# Jason Culina
Jason Culina (n. 5 august 1980, Melbourne, Victoria, Australia) este un fotbalist australian care joacă în prezent la PSV Eindhoven.